# South African Open
South African Open är en av golftävlingarna på Sunshine Tour och sedan 1997 ingår den även i PGA European Tour.
Tävlingen är en av de nationella öppna tävlingarna och rankas därför högre än andra tävlingar på golfens världsranking. Segraren garanteras minst 16 poäng oavsett vilka spelare som ingår i startfältet. Den har genom åren haft flera olika sponsornamn men heter 2006 South African Airways Open.
Tävlingen spelades första gången 1903. Den spelades då i 36 hål. Den meste vinnaren är Gary Player som har vunnit 13 gånger, 4 fler än Bobby Locke. Den ende svensk som har vunnit i South African Open är Mathias Grönberg. 1976 och 1993 spelades tävlingen två gånger.

## Segrare
| År   | Segrare          | Nationalitet |
| 2009 | Richard Sterne   | Sydafrika    |
| 2008 | James Kingston   | Sydafrika    |
| 2007 | Ernie Els        | Sydafrika    |
| 2006 | Retief Goosen    | Sydafrika    |
| 2005 | Tim Clark        | Sydafrika    |
| 2004 | Trevor Immelman  | Sydafrika    |
| 2003 | Trevor Immelman  | Sydafrika    |
| 2002 | Tim Clark        | Sydafrika    |
| 2001 | Mark McNulty     | Zimbabwe     |
| 2000 | Mathias Grönberg | Sverige      |
| 1999 | David Frost      | Sydafrika    |
| 1998 | Ernie Els        | Sydafrika    |
| 1997 | Vijay Singh      | Fiji         |
| 1996 | Ernie Els        | Sydafrika    |
| 1995 | Retief Goosen    | Sydafrika    |
| 1994 | Inställd         | Inställd     |
| 1993 | Tony Johnstone   | Zimbabwe     |
| 1993 | Clinton Whitelaw | Sydafrika    |
| 1992 | Ernie Els        | Sydafrika    |
| 1991 | Wayne Westner    | Sydafrika    |
| 1990 | Trevor Dodds     | Namibia      |
| 1989 | Fred Wadsworth   |              |
| 1988 | Wayne Westner    | Sydafrika    |
| 1987 | Mark McNulty     | Zimbabwe     |
| 1986 | David Frost      | Sydafrika    |
| 1985 | Gavin Levenson   | Sydafrika    |
| 1984 | Tony Johnstone   | Zimbabwe     |
| 1983 | Charlie Bolling  | USA          |
| 1982 | Inställd         | Inställd     |
| 1981 | Gary Player      | Sydafrika    |
| 1980 | Bobby Cole       | Sydafrika    |
| 1979 | Gary Player      | Sydafrika    |
| 1978 | Hugh Baiocchi    |              |
| 1977 | Gary Player      | Sydafrika    |
| 1976 | Gary Player      | Sydafrika    |
| 1976 | Dale Hayes       |              |
| 1975 | Gary Player      |              |
| 1974 | Bobby Cole       | Sydafrika    |
| 1973 | Bob Charles      | Nya Zeeland  |

| År   | Segrare          | Nationalitet |
| 1972 | Gary Player      | Sydafrika    |
| 1971 | Simon Hobday     | Sydafrika    |
| 1970 | Tommy Horton     | England      |
| 1969 | Gary Player      | Sydafrika    |
| 1968 | Gary Player      | Sydafrika    |
| 1967 | Gary Player      | Sydafrika    |
| 1966 | Gary Player      | Sydafrika    |
| 1965 | Gary Player      | Sydafrika    |
| 1964 | Allan Henning    | Sydafrika    |
| 1963 | Retief Waltman   |              |
| 1962 | Harold Henning   | Sydafrika    |
| 1961 | Retief Waltman   |              |
| 1960 | Gary Player      |              |
| 1959 | Denis Hutchinson |              |
| 1958 | Arthur Stewart   |              |
| 1957 | Harold Henning   | Sydafrika    |
| 1956 | Gary Player      | Sydafrika    |
| 1955 | Bobby Locke      | Sydafrika    |
| 1954 | Reg Taylor       |              |
| 1953 | Jimmy Boyd       |              |
| 1952 | Sid Brews        |              |
| 1951 | Bobby Locke      | Sydafrika    |
| 1950 | Bobby Locke      | Sydafrika    |
| 1949 | Sid Brews        |              |
| 1948 | Mickey Janks     |              |
| 1947 | Ronnie Glennie   |              |
| 1946 | Bobby Locke      | Sydafrika    |
| 1945 | Inställd         | Inställd     |
| 1944 | Inställd         | Inställd     |
| 1943 | Inställd         | Inställd     |
| 1942 | Inställd         | Inställd     |
| 1941 | Inställd         | Inställd     |
| 1940 | Bobby Locke      | Sydafrika    |
| 1939 | Bobby Locke      | Sydafrika    |
| 1938 | Bobby Locke      | Sydafrika    |

| År   | Segrare             | Nationalitet |
| 1937 | Bobby Locke         | Sydafrika    |
| 1936 | Clarence Olander    |              |
| 1935 | Bobby Locke         | Sydafrika    |
| 1934 | Sid Brews           |              |
| 1933 | Sid Brews           |              |
| 1932 | Charles Mcllvenny   |              |
| 1931 | Sid Brews           |              |
| 1930 | Sid Brews           |              |
| 1929 | Archie Tosh         |              |
| 1928 | Jock Brews          |              |
| 1927 | Sid Brews           |              |
| 1926 | Jock Brews          |              |
| 1925 | Sid Brews           |              |
| 1924 | Bertie Elkin        |              |
| 1923 | Jock Brews          |              |
| 1922 | F. Jangle           |              |
| 1921 | Jock Brews          |              |
| 1920 | Laurie Waters       |              |
| 1919 | W.H. Horne          |              |
| 1918 | Inställd            | Inställd     |
| 1917 | Inställd            | Inställd     |
| 1916 | Inställd            | Inställd     |
| 1915 | Inställd            | Inställd     |
| 1914 | George Fotheringham |              |
| 1913 | James Prentice      |              |
| 1912 | George Fotheringham |              |
| 1911 | George Fotheringham |              |
| 1910 | George Fotheringham |              |
| 1909 | John Fotheringham   |              |
| 1908 | George Fotheringham |              |
| 1907 | Laurie Waters       |              |
| 1906 | A.G. Gray           |              |
| 1905 | A.G. Gray           |              |
| 1904 | Laurie Waters       |              |
| 1903 | Laurie Waters       |              |

## Namn på tävlingen
| År        | Namn                                       |
| 2003-2006 | South African Airways Open                 |
| 2002      | Bell's South African Open                  |
| 2001      | Mercedes-Benz South African Open           |
| 2000      | Mercedes-Benz - S.A. Open Championship     |
| 1999      | Mercedes-Benz - Vodacom South African Open |
| 1997-1998 | South African Open                         |
| 1995-1996 | Philips South African Open                 |
| 1908-1994 | South African Open                         |